# 朝いちばん!豊島美雪です
朝いちばん!豊島美雪です（あさいちばんとよしまみゆきです）は、毎日放送ラジオ（MBSラジオ）で放送された早朝のラジオ番組である。
2005年4月1日に終了した『早起きラジオMBS』の後継番組として同年4月4日から番組がスタートした。放送時間は毎週月曜日から金曜日の朝4:30 - 6:00。2009年4月3日をもって終了。

## 概要
- パーソナリティは『おはようMBS』、『おはよう川村龍一です』で川村龍一のアシスタントを務めた豊島美雪。
- 番組は、朝一番のニュース、リスナーからのリクエストや『お悩み相談』など、朝一番に欠かせない情報を届ける。
- 2007年までのスペシャルウィークには、ラジオの達人のエンディングにも出演していた。
- 基本的にはαスタジオからの放送であるが、毎日放送本社以外から放送することもあった。

## 出演者
パーソナリティ
- 豊島美雪

朝いち!ひろめ隊!
- 藤原了（1号）
- 森田純（2号）
- 遠藤仁志（3号）
- 平野聡（4号）

## 主な出来事
- 2006年11月21日より豊島の入院でパーソナリティが代役となった。翌週27日に退院。
  - 火曜:藤井郁子
  - 水曜:阪本時彦と藤井郁子（ラジオの達人からそのまま）
  - 木曜:増井孝子
  - 金曜:大塚由美
- 2007年2月19日、2月20日沖縄から生放送。
- 2007年6月15日より豊島がフィンランドに旅行の為、パーソナリティが代役となった。
  - 月・水曜:大塚由美
  - 火・金曜:藤井郁子
  - 木曜:増井孝子
- 2009年2月25日は豊島が休演したため、朝いち!ひろめ隊!の3号・4号が担当。

## 主なコーナー
- 4:30 オープニング
- 4:47前後 クイズ「あさいち25」の出題

　（日替り：普通のクイズ・何の日クイズ・イントロクイズ・突撃取材クイズ・時事ネタクイズ）
- 4:55 心のともしび（宗教番組　当番組がない土曜日も4:55から放送）
- 5:00 MBSニュース・お天気のお知らせ
- （天気の後）　レストフォーラジオショッピング（テレマートラジオショッピングから変更）
  - 森靖子が登場する。
- 時刻不明 おしゃべり！朝いちばん（「お仕事!朝いちばん」からコーナータイトル変更）
- 5:10頃 うまいもんのコーナー（金曜日　「よだれの素」からコーナータイトル変更）
- 5:20頃 クイズ「あさいち25」の結果発表と当選者発表
- 5:25頃 朝いち!ひろめ隊!（木曜日）
- 5:40頃 介護の時間（金曜日）
- 時刻不明 美雪のお悩み朝いちばん
- 5:55 エンディング

※2008年4月ごろには、水曜日は「音楽たっぷり水曜日」。木曜日は「ひろめ隊」。金曜日は「一週間総まとめ」と曜日ごとの特徴づけがなされていた。
- 日本全国いきいき生活（2008年3月まで）
  - 介護ヘルパーの河上ひろみ（元タレント・松竹芸能所属）の介護の話

## クイズ「あさいち25」
4時台に出題される日替りクイズで、時報をまたいで5時台には、結果と正解者のなかから「折りたたみ式お座布団」1名の当選者が発表される。コーナーの際には、かつて豊島が出題者として出演した『パネルクイズ アタック25』のテーマが流れ、「パネルクイズ」という元の歌詞に「パーソナル－」など日替りでかぶせて豊島が唄う。木曜の場合、出演するひろめ隊が「突撃取材」または略して「突取（とっしゅ）」と唄う。歌の中の「アタック！」のところに「あさいち！」とうまくかぶせるのもポイントのひとつである。
またリスナーからの珍解答は、「おもしろアンサーズ」として「折りたたみ式お座布団」当選者のあとに紹介される。「おもしろアンサーズ」たちの珍解答作品発表は、現在では主客転倒の様相を呈している。ちなみに採点は、「ポンッ！」と鳴る数が多いほど成績がよく、逆に「カンッ！」と鳴った数が多いほど成績が悪いとされている。
クイズの出題傾向は日替りとなっていた。
- 月曜日　普通のクイズ（2008年11月上旬までは豊島美雪パーソナルクイズ）
- 火曜日　何の日クイズ
- 水曜日　イントロクイズ
- 木曜日　突撃取材クイズ（2008年10月まではヤングクイズ。この場合出演するひろめ隊が「ヤング－」と唄っていた）
- 金曜日　時事ネタクイズ

## ノベルティ
毎週金曜日はスペシャルプレゼントとして、番組特製ポスターが抽選でプレゼントされる。
- パワーステッカー
- クイズ「あさいち25」では番組特製「『座れるものなら座ってみろー！』折りたたみ式お座布団」が毎日1名にもらえる。但し変更した時は生産できていなかったため、10月分の当選者は11月上旬から順次発送している。

※「あさいちお買い物袋」は2008年9月の放送分にて終了した。